# Reinhard Kaiser

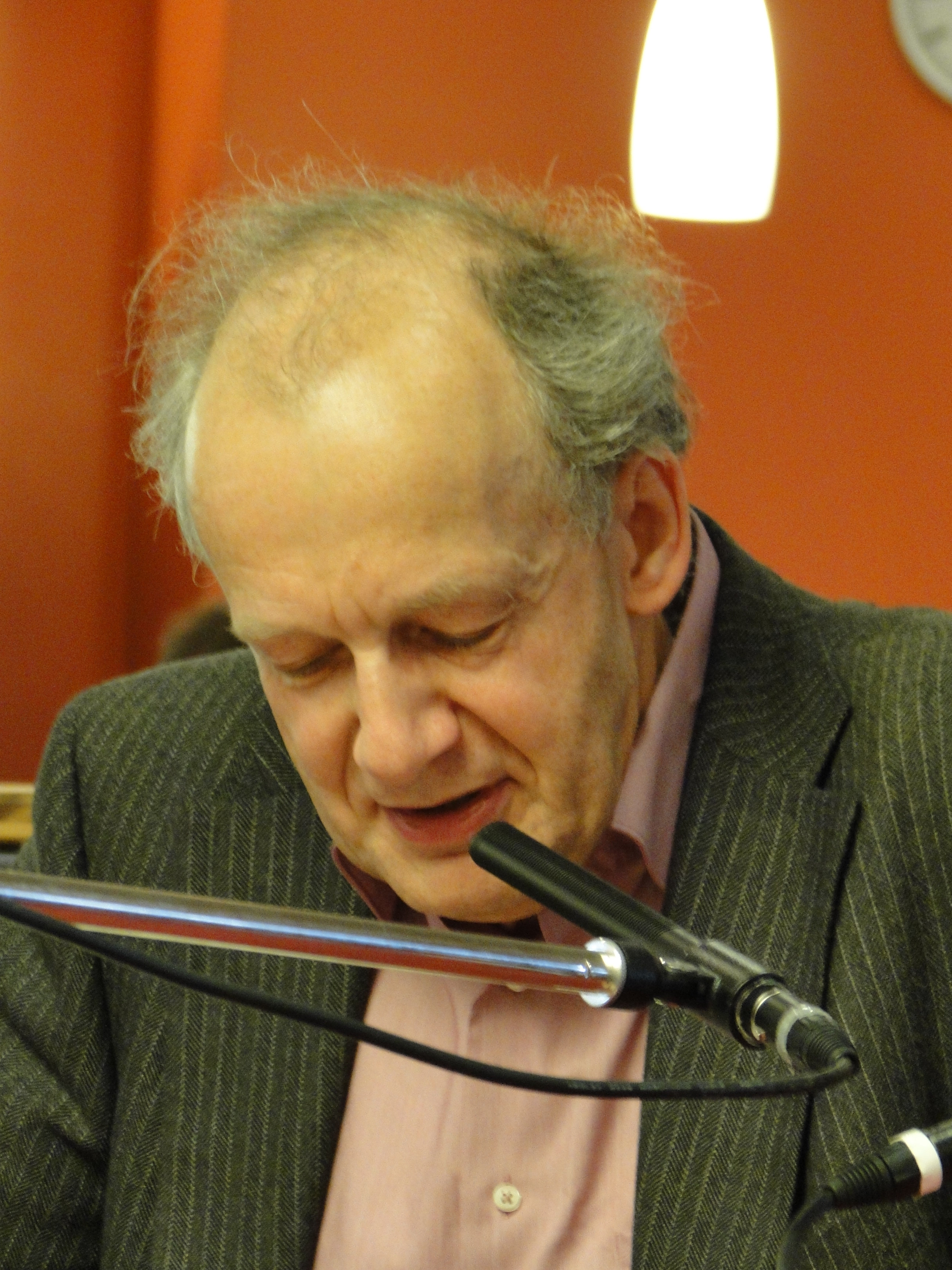
Reinhard Kaiser im Jahre 2009

Reinhard Kaiser (* 7. März 1950 in Viersen; † 16. Mai 2025 in Frankfurt am Main) war ein deutscher Schriftsteller und Übersetzer, der in Frankfurt-Seckbach lebte.

## Leben
Reinhard Kaiser war der Sohn des Malers Johannes Josef Kaiser (* 29. Dezember 1920 in Dülken) und der Fotografin Ruth Kaiser, geborene Braun (1921–2000), sein Bruder ist der Künstler Stefan Kaiser.
Kaiser besuchte das Viersener Humanistische Gymnasium (heute: Erasmus-von-Rotterdam-Gymnasium Viersen), wo er 1968 sein Abitur machte. Von 1968 bis 1975 studierte er Germanistik, Romanistik, Sozialwissenschaften und Philosophie in Berlin, Paris, Köln und Frankfurt am Main. 1974 legte er an der Universität zu Köln das erste Staatsexamen in den Fächern Germanistik und Sozialwissenschaften ab.
Nach der Übersiedlung nach Frankfurt am Main im selben Jahr begann er, für den Suhrkamp Verlag Übersetzungen sozialwissenschaftlicher Texte anzufertigen und als Außenlektor zu arbeiten. Von 1976 bis 1980 war er Lektor im Frankfurter Syndikat Verlag. Seit 1980 war er als freier Lektor und Übersetzer für verschiedene Verlage tätig, u. a. von 1985 bis 1990 als Lektor der Anderen Bibliothek des Greno-Verlags. 1989 erschien Kaisers erstes eigenes Buch; seither ist er als freier Autor, aber auch weiter als Übersetzer, zunehmend von belletristischen Texten, tätig. Er hat zahlreiche belletristische Bücher und Sachbücher übersetzt.
Kaiser war Mitglied im PEN-Zentrums Deutschland sowie im Verband deutschsprachiger Übersetzer literarischer und wissenschaftlicher Werke im Verband deutscher Schriftsteller.
Ab 2005 beschäftigte sich Kaiser zusätzlich intensiv mit Fotografie. Foto-Ausstellungen fanden in Offenbach und Frankfurt statt, z. B. 2008 in der Frankfurter Zentralbibliothek.
Kaiser starb am 16. Mai 2025 in Frankfurt am Main im Alter von 75 Jahren.

## Auszeichnungen
- 1992: Dormagener Federkiel
- 1993: Heinrich Maria Ledig-Rowohlt-Preis
- 1997: Deutscher Jugendliteraturpreis in der Sparte Jugendsachbuch
- 1998: Deutscher Jugendliteraturpreis als Übersetzer in der Sparte Kinderbuch
- 2000: Geschwister-Scholl-Preis
- 2003: Niederrheinischer Literaturpreis
- 2009: Sonderpreis zum Grimmelshausen-Preis für die Neuübertragung des Simplicissimus
- 2011: Brüder-Grimm-Preis der Stadt Hanau

## Werke
- Der Zaun am Ende der Welt. Frankfurter Verlagsanstalt, Frankfurt am Main 1989, ISBN 3-627-10041-7.
- Der kalte Sommer des Doktor Polidori. Frankfurter Verlagsanstalt, Frankfurt am Main 1991, ISBN 3-627-10200-2.
- Eos' Gelüst, Roman. Schöffling & Co., Frankfurt am Main 1995, ISBN 3-89561-060-7.
- Königskinder – Eine wahre Liebe. Schöffling & Co., Frankfurt am Main 1996, ISBN 3-89561-064-X.
- Literarische Spaziergänge im Internet. Eichborn Verlag, Frankfurt am Main 1996, ISBN 3-8218-0975-2.
- Mein elektronischer Schreibtisch. Eichborn Verlag, Frankfurt am Main 1999, ISBN 3-8218-1462-4.
- Monsieur Dupont wacht auf. Frankfurt am Main [u. a.] 2000.
- Unerhörte Rettung. Die Suche nach Edwin Geist. Schöffling & Co., Frankfurt am Main 2004, ISBN 3-89561-065-8, Rezension.[4]
- Kindskopf. Schöffling & Co., Frankfurt am Main 2007, ISBN 978-3-89561-066-0.
- Der glückliche Kunsträuber – Das Leben des Vivant Denon. C. H. Beck, München 2016, ISBN 978-3-406-68878-2.[5]

## Editionen
- Das Pfennig-Magazin der Gesellschaft zur Verbreitung Gemeinnütziger Kenntnisse, Nördlingen 1985
- Johann Gottfried Seume: Spaziergang nach Syrakus im Jahre 1802, Nördlingen 1985
- Wir sind jetzt Bürger des Himmels!, Nördlingen 1986
- Vivant Denon: Nur diese Nacht, Frankfurt am Main 1997
- Helene Holzman: „Dies Kind soll leben“, Frankfurt am Main 2000
- Warum der Schnee weiß ist. Märchenhafte Welterklärungen, Frankfurt am Main 2005, Reihe Die Andere Bibliothek (zus. mit Elena Balzamo)
- Olaus Magnus: Die Wunder des Nordens, Frankfurt am Main 2006 (zus. mit Elena Balzamo)
- Edwin Geist: Stündlich zähle ich die Tage... Tagebuch für Lyda. März – August 1942, Berlin, Die Andere Bibliothek, 2012.

## Übersetzungen

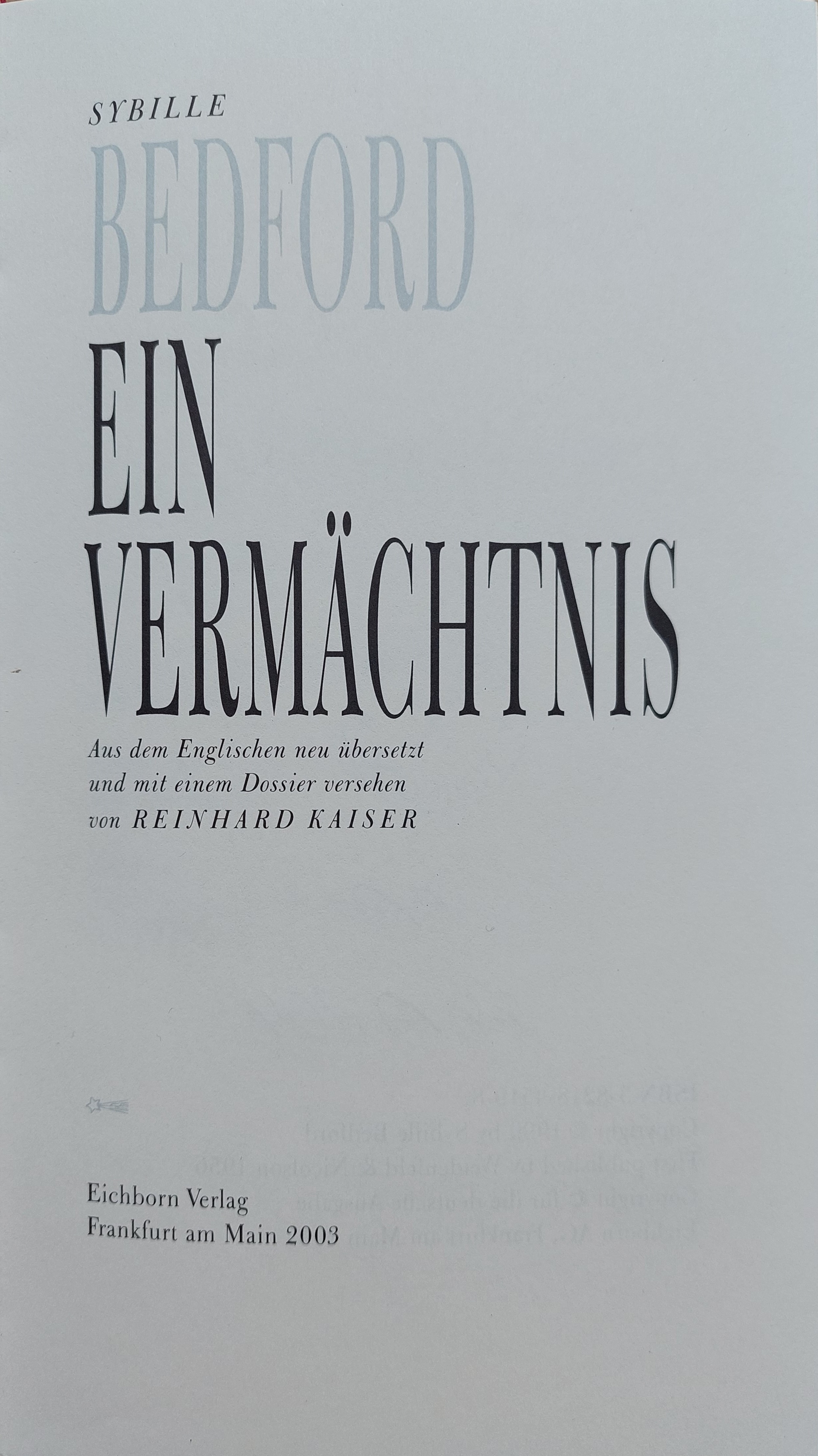
Sybille Bedford 2003

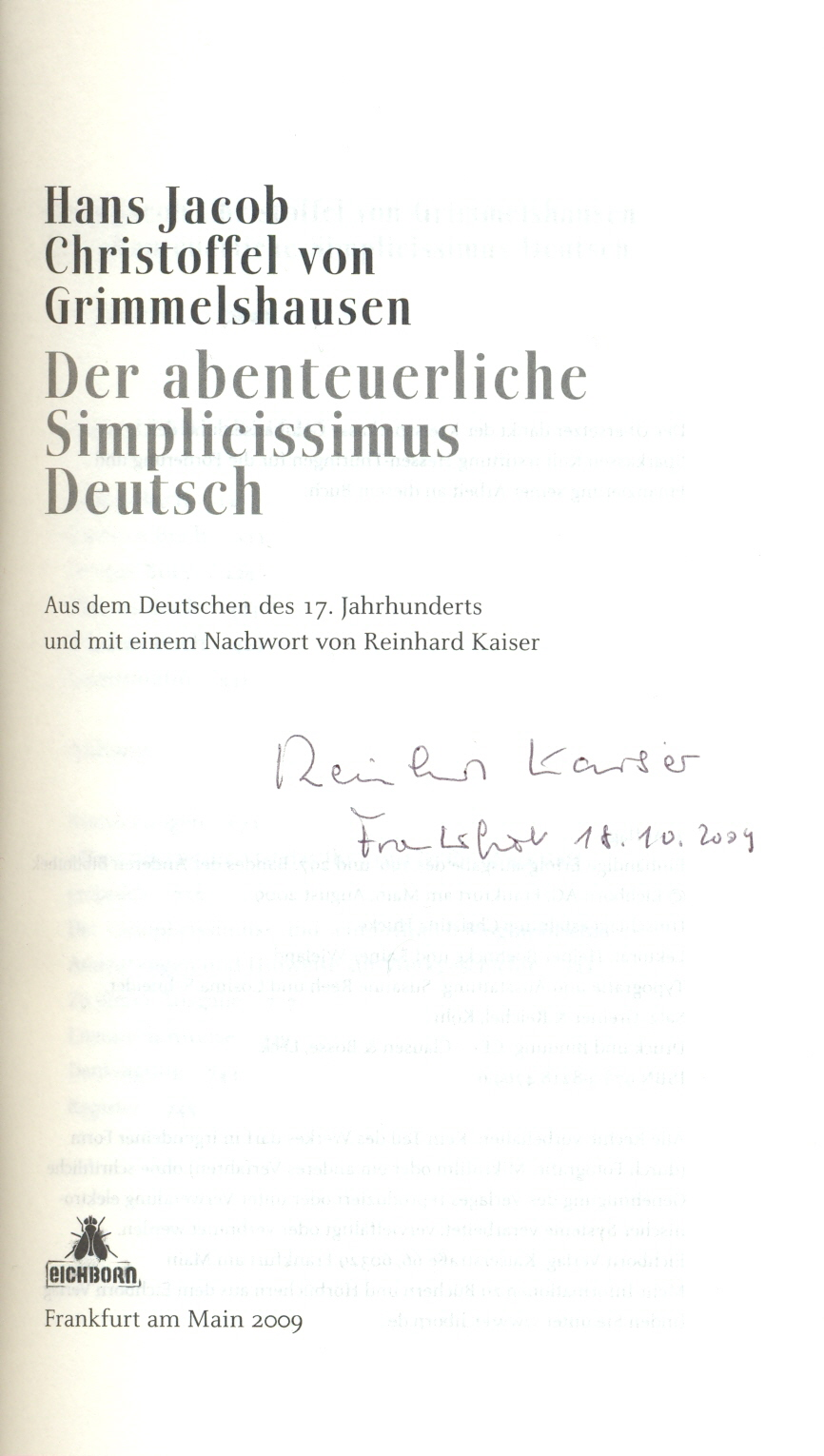
Autograph

Literatur und Sachbücher aus dem Englischen, gelegentlich aus dem Französischen, zuletzt auch aus dem Deutschen (des 17. Jahrhunderts): Hans Jacob Christoffel von Grimmelshausen – Der abenteuerliche Simplicissimus Deutsch, Irene Dische, Susan Sontag, Sybille Bedford, Isaiah Berlin, Richard Sennett, Michel Serres, Georges Duby, Sylvia Plath, Robert K. Merton, Nancy Mitford, Lee Strasberg, Neil Postman, Ernst Cassirer, Anne Tyler, Richard Rorty, John Polidori und andere.
- Rétif de la Bretonne: Monsieur Nicolas oder das enthüllte Menschenherz. Ausgewählt, aus dem Französischen übersetzt und mit einem Nachwort versehen von Reinhard Kaiser. Galiani Verlag Berlin, Köln 2017. ISBN 978-3-86971-161-4.
- Das Lalebuch. Wunderseltsame, abenteuerliche, unerhörte und bisher unbeschriebene Geschichten und Taten der Lalen zu Laleburg – nach dem Druck von 1597 – mit zwölf Holzschnitten aus dem Jahr 1680. Herausgegeben und aus dem Deutschen des 16. Jahrhunderts übersetzt von Reinhard Kaiser. Galiani Berlin Verlag, Köln 2021. ISBN 978-3-86971-236-9.

## Medien
- Die Dinge stehen nicht fest, Frankfurter Rundschau, 12. August 2009
- Blackscheißer Schlachtsbank, Frankfurter Rundschau, 15. August 2009